# Křenice, Praha-východ
Křenice là một làng thuộc huyện Praha-východ, vùng Středočeský, Cộng hòa Séc.